# Get Up (album)
Get Up – trzynasty album studyjny kanadyjskiego piosenkarza i kompozytora Bryana Adamsa. Został wydany 16 października 2015 przez Polydor i UMe.

## Lista utworów
1. «You Belong to Me»
2. «Go Down Rockin'»
3. «We Did It All»
4. «That's Rock and Roll»
5. «Don't Even Try»
6. «Do What Ya Gotta Do»
7. «Thunderbolt»
8. «Yesterday Was Just a Dream»
9. «Brand New Day»
10. «Don't Even Try» (Acoustic)
11. «We Did It All» (Acoustic)
12. «You Belong to Me» (Acoustic)
13. «Brand New Day» (Acoustic)